# 몽정차
몽정차(蒙頂茶)는 쓰촨성의 명산인 몽산(蒙山)의 정상에서 재배된 차로 생산된다. 몽정(蒙頂)이란 몽산(蒙山)의 정상을 일컫는 말이다.

## 재배
몽산은 현재 쓰촨성 청두(成都) 평원의 서쪽에 위치하고 있으며, 명산현(名山縣)과 아안현(雅安縣)에 걸쳐 있다. 몽산(蒙山)은 기이한 봉우리와 오래된 차나무들이 곳곳에 있고 차를 재배하기에 좋은 천혜의 자연조건을 갖추고 있으며, 몽산다원을 오르는 곳곳에는 많은 불교 사찰들이 자리 잡고 있다.
연강우량이 많고, 사철 안개가 자욱하고 구름이 많은 기후적 특징 때문에 거의 일 년 내내 온 산이 비와 운무로 뿌옇게 덮여 있다. 몽산(蒙山:덮여 있는 산)이란 산 이름은 바로 이러한 기후적 특징에서 유래되었다.

## 역사
서한의 감로(甘露) 연간(BC 53년~49년)에 감로사(甘露寺)의 승려 보혜선사(普慧禪師) 오리진(吳理眞)이 직접 일곱 그루의 차나무를 심었는데, 그 맛이 독특하여 이를 선차(仙茶)라 부르게 되었다고 한다.
몽정차는 당나라 때부터 청나라 때까지 1,000년 이상을 공차(貢茶)로 지정되었다. 당대의 시인 백거이는 그의 시에서 “차 중의 고향은 바로 몽산(蒙山)이로구나[茶中故舊是蒙山]”라고 했고, 당대 여양왕(黎陽王)은 몽산백운암다시(蒙山白雲巖茶詩) 중에서 “몽정차는 인간 제일차”라는 극찬을 남겼다.

## 같이 보기
- 중국 10대 명차